# Israel Militossian
Israel Militossian (em armênio: Իսրայել Միլիտոսյան, em russo:  Исраел Николаевич Милитосян; 17 de agosto de 1968, em Leninakan, RSS da Arménia) é um armênio, campeão mundial e olímpico em halterofilismo.
Militossian conquistou a medalha de bronze no Campeonato Mundial de 1987, ouro em 1989 e prata em 1991. Nos Jogos Olímpicos de 1988, obteve a medalha de prata ao levantar um total combinado de 337,5 kg (155 kg no arranque e 182,5 kg no arremesso), na categoria até 67,5 kg.
Militossian ganhou bronze no Campeonato Mundial de 1987, ouro em 1989 e prata em 1991. Ficou com a prata nos Jogos Olímpicos de 1988, com 337,5 kg no total combinado (155 no arranque e 182,5 no arremesso), na categoria até 67,5 kg. Em 1992, competindo pela Equipe Unificada, ganhou a medalha de ouro olímpica.
Ele foi ainda uma vez campeão e quatro vezes vice-campeão europeu.
Militossian definiu três recordes mundiais no arranco — dois antes da reestruturação das classes de peso em 1993, e um em 1994. Seus recordes foram:
- 158,5 kg, 24 de maio de 1988 em Atenas;
- 160,0 kg, 18 de setembro de 1989, no Campeonato Mundial em Atenas, na categoria até 67,5 kg.[2]

No Campeonato Europeu de 1994, definiu novo recorde mundial no arranque, na categoria até 70 kg —157,5 kg —, mas não obteve resultado no arremesso.
Militossian ficou em 14º no Campeonato Mundial de 1995; em 6º nos Jogos Olímpicos de 1996, na categoria até 70 kg, e terminou em 12º no Campeonato Mundial de 1999, na categoria até 69 kg.